# 한국자동판매기부품협회
한국자동판매기부품협회는 2019년 6월 7일 세무당국의 설립 신고(고유번호 207-82-65352)를 마치고 공식적으로 출범한 협회이다. 자동판매기 부품 협회로는 유일한 협회이다. 이사장은 조용식이다.
협회의 보도자료에 따르면, 과거에는 자동판매기 전체에 대한 협회가 존재했지만, 세분화 분야인 '부품' 과 관련된 협회는 존재하지 않았다. 그러나, 부품 업계의 수요가 있는 상황임에도 불구하고, 전술한 것처럼 자동판매기 부품 협회가 존재하지 아니하여 협회가 출범한 것으로 알려졌다.

## 협회 이사장
제1대(초대) 이사장은 삼성동대구자판기 보관됨 2019-07-31 - 웨이백 머신 대표인 조용식 씨가 맡았다. 초대 이사장을 맡은 조용식 이사장은 자동판매기 업계에서 20년 이상의 업력을 쌓은 '전문가'로 협회 창간 준비 당시 조 이사장의 경력이 협회 이사장에 가장 적합하다고 판단한 것으로 전해졌다.